# Acryptolaria elegans
Acryptolaria elegans is een hydroïdpoliep uit de familie Lafoeidae. De poliep komt uit het geslacht Acryptolaria. Acryptolaria elegans werd in 1877 voor het eerst wetenschappelijk beschreven door Allman. Deze soort wordt gevonden in de Golf van Mexico.